# Accordeola
Accordeola was een dansorkest opgericht door de VARA in 1948. De accordeonisten waren: Jan Gorissen, John Woodhouse en Jaap Valkhoff.
De radio-opnames met publiek, die door de VARA werden georganiseerd, trokken veel publiek. Meestal volle zalen. Op zaterdagavond tussen 21.00 en 21.30 werd het op de radio uitgezonden en ook die programma's werden goed beluisterd. Ook waren er twee keer in de week tussen 12.00 en 12.30 uur uitzendingen van dit orkest.
De bezetting van dit orkest bestond uit: 
- Frans Wouters, leider
- Jaap Valkhoff,
- Jan Gorissen, (tevens leider)
- John Woodhouse, accordeon
- Eddy de Jong, piano en hammondorgel
- Frans Poptie, viool
- Bud van Hoorn, slagwerk
- Bert Visser, gitaar en zang
- Wim van Steenderen, saxofoon en klarinet

Zanger Eddy Christiani werkte vaak mee. De vaste kern bestond inmiddels uit Valkhoff, Gorissen, Woodhouse, De Jong, Van Steenderen, Visser en Ger Daalhuizen, bas. En er kwam een nieuwe zanger bij: Max van Praag.
Succesnummers uit het repertoire: De fietsbel (m: Cor Woldendorp/t: Jack Bess), Je moet niet huilen, (m: Tom Erich/t: Paul Roda) en Wilde rozen (m: Tom Erich/t: Tom Erich, Stan Haag en J. Keirsgieter) 